# Pfarrkirche Oberalm

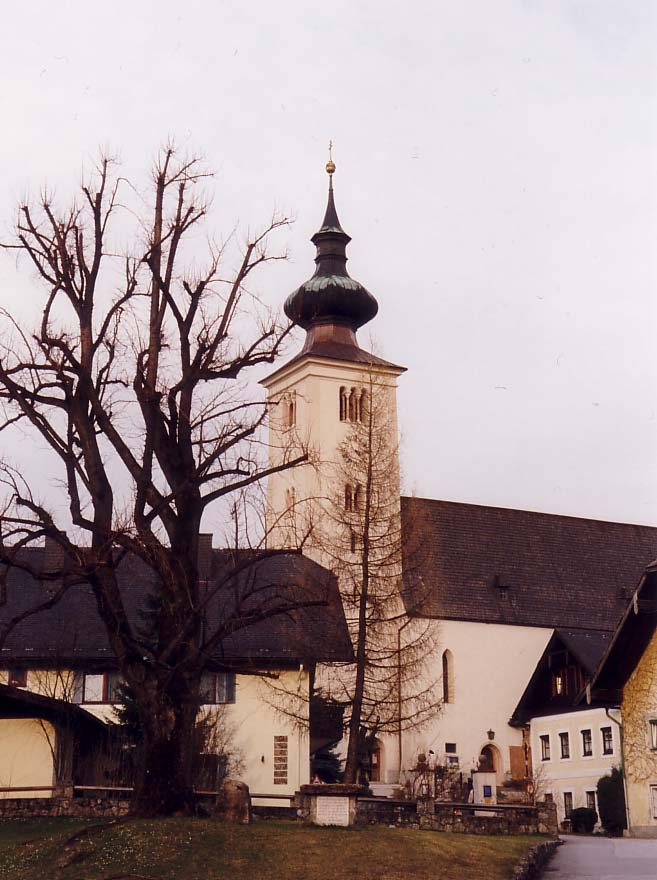
Katholische Kirche zum hl. Stephan

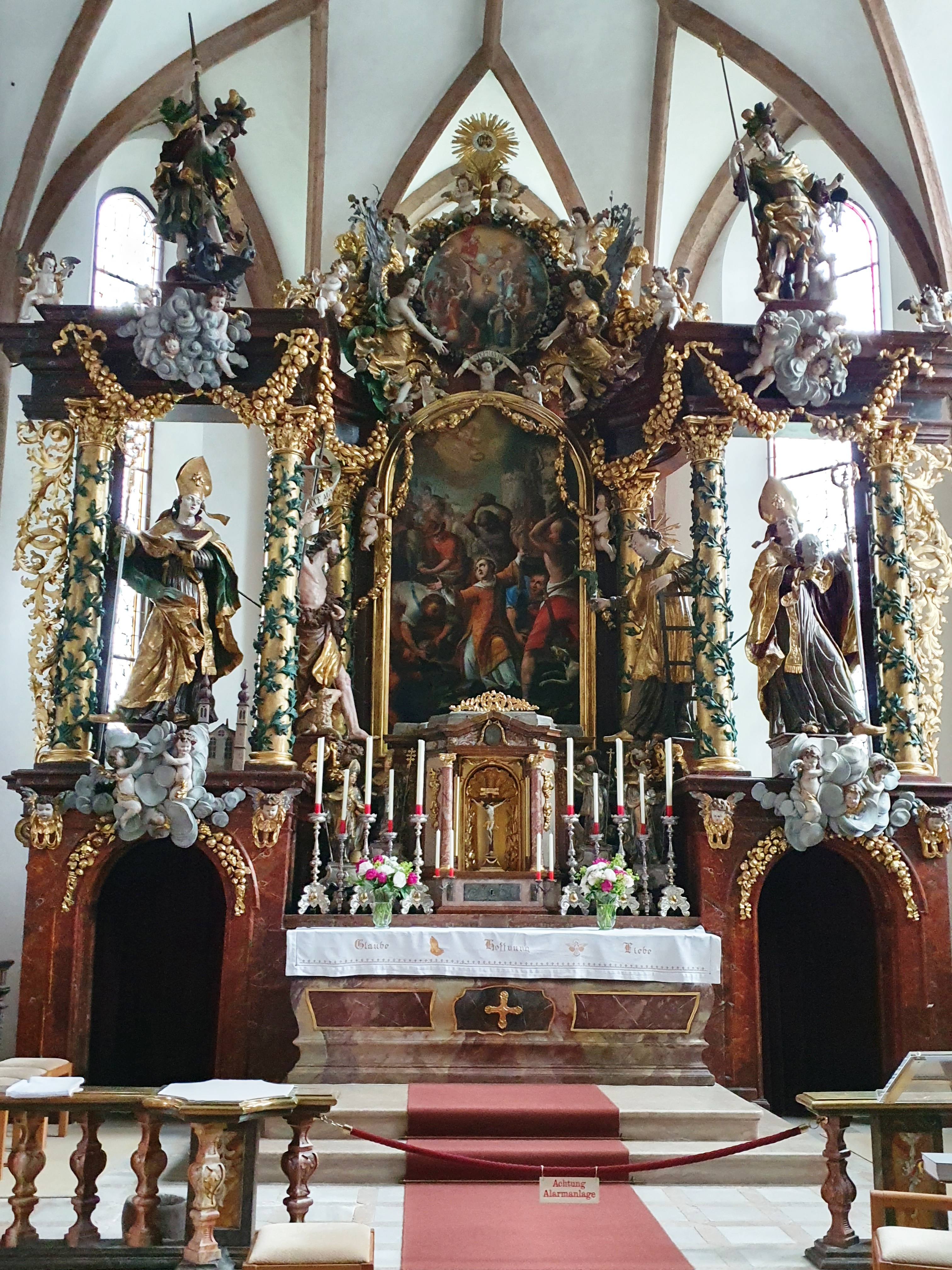
Hochaltar Jakob Taigl 1707

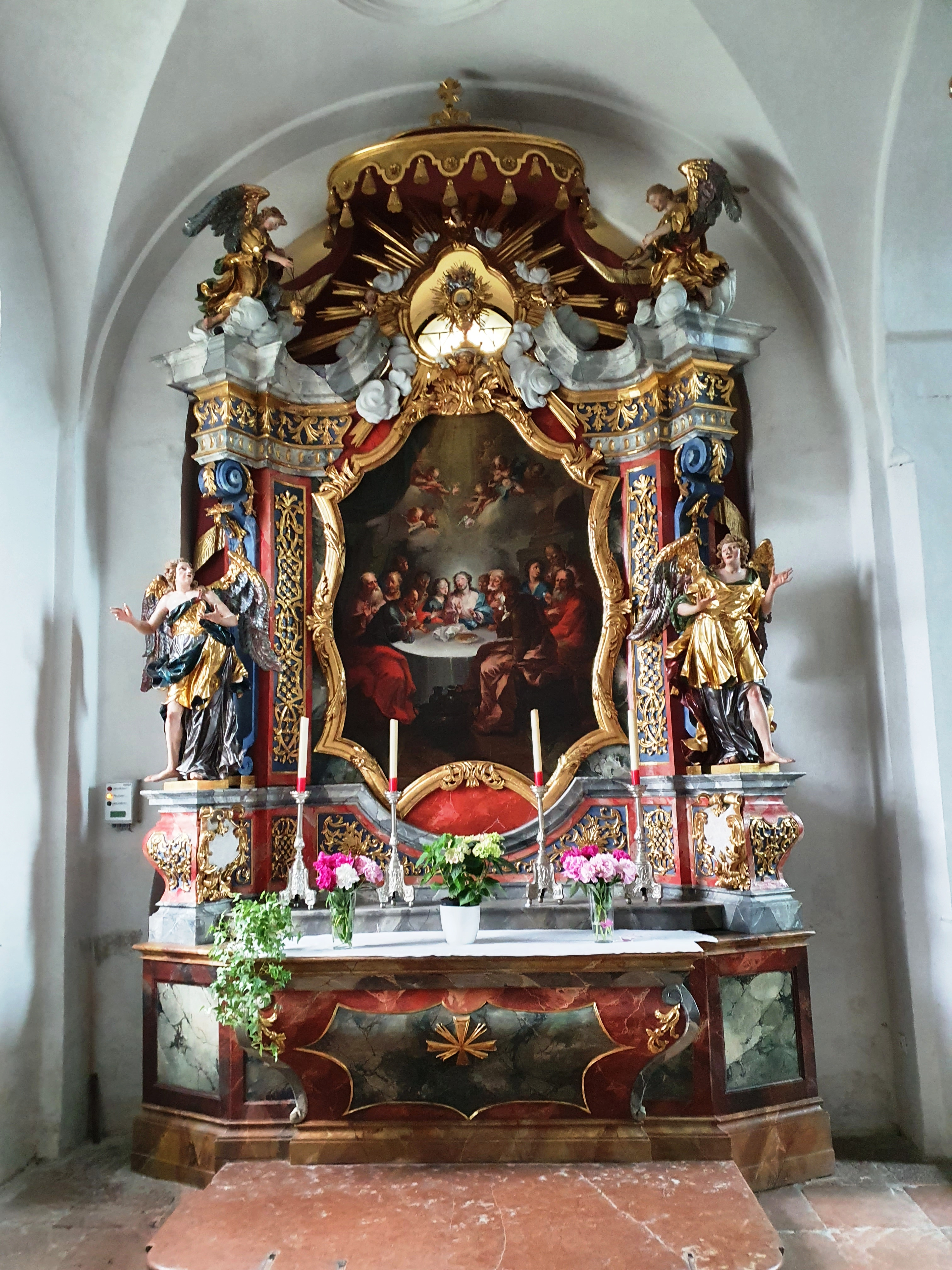
Linker Seitenaltar 1736

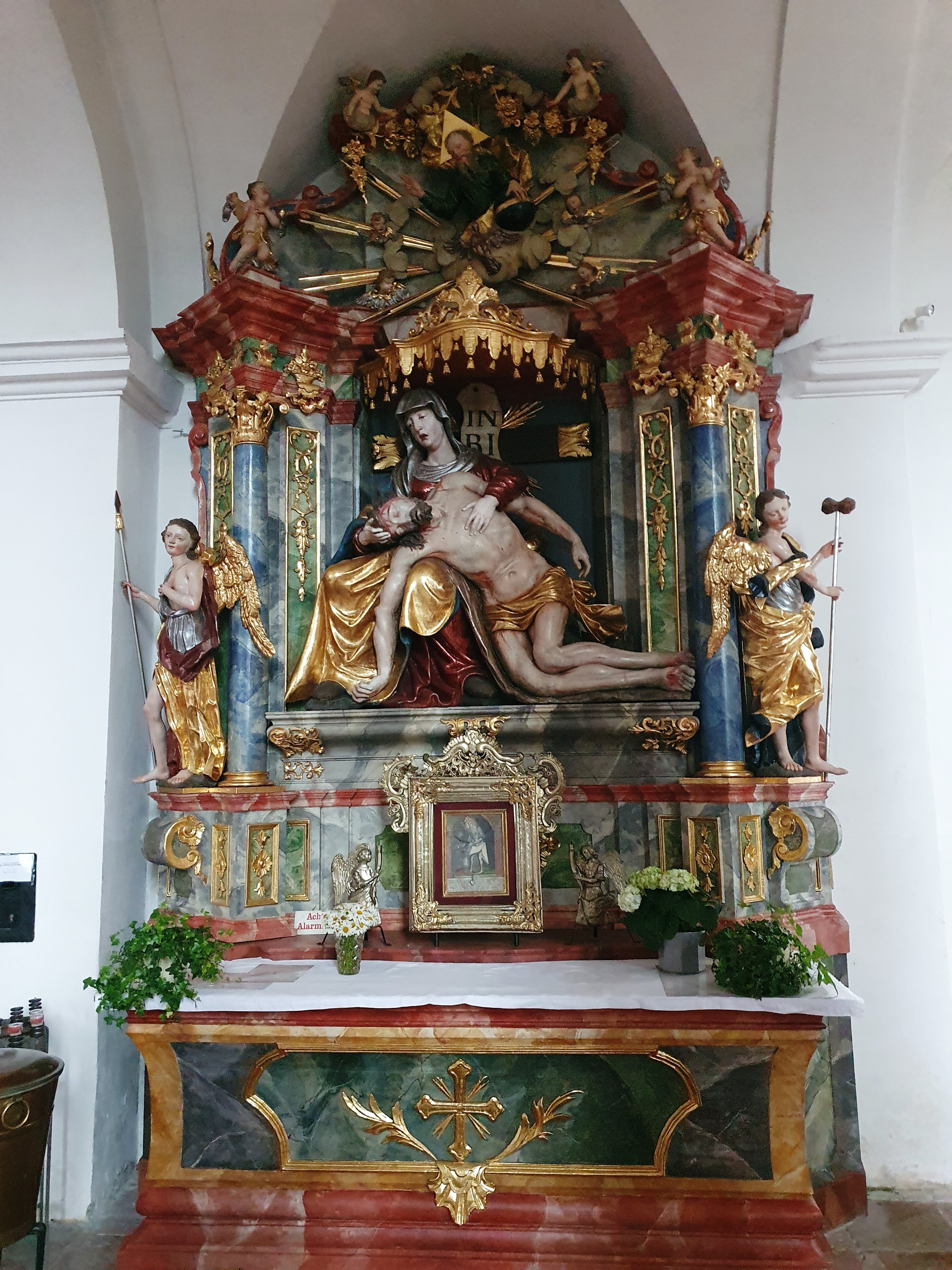
Schmerzhafter Altar an der Nordwand des Seitenschiffs ~1750

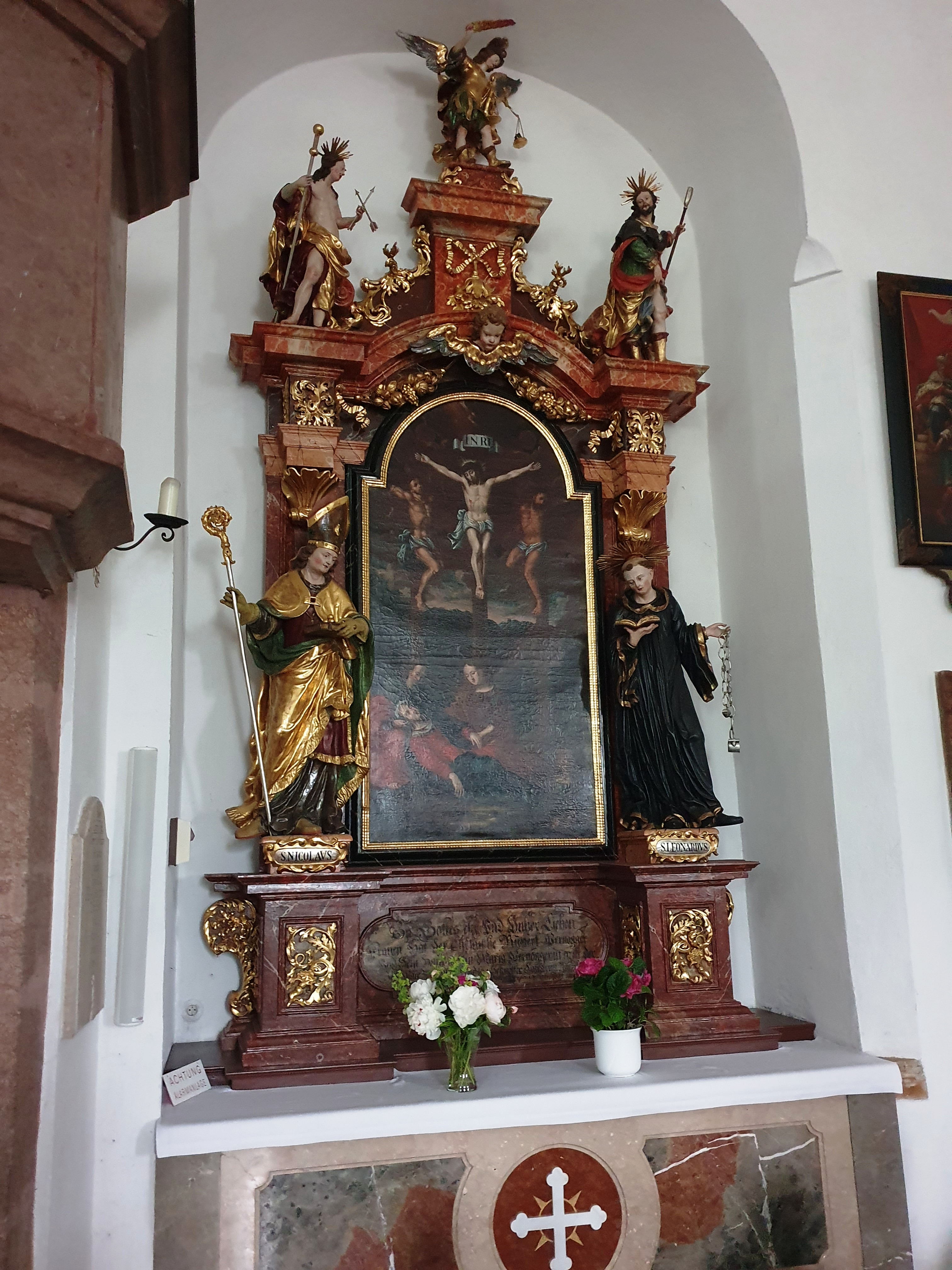
Rechter Seitenaltar 1706

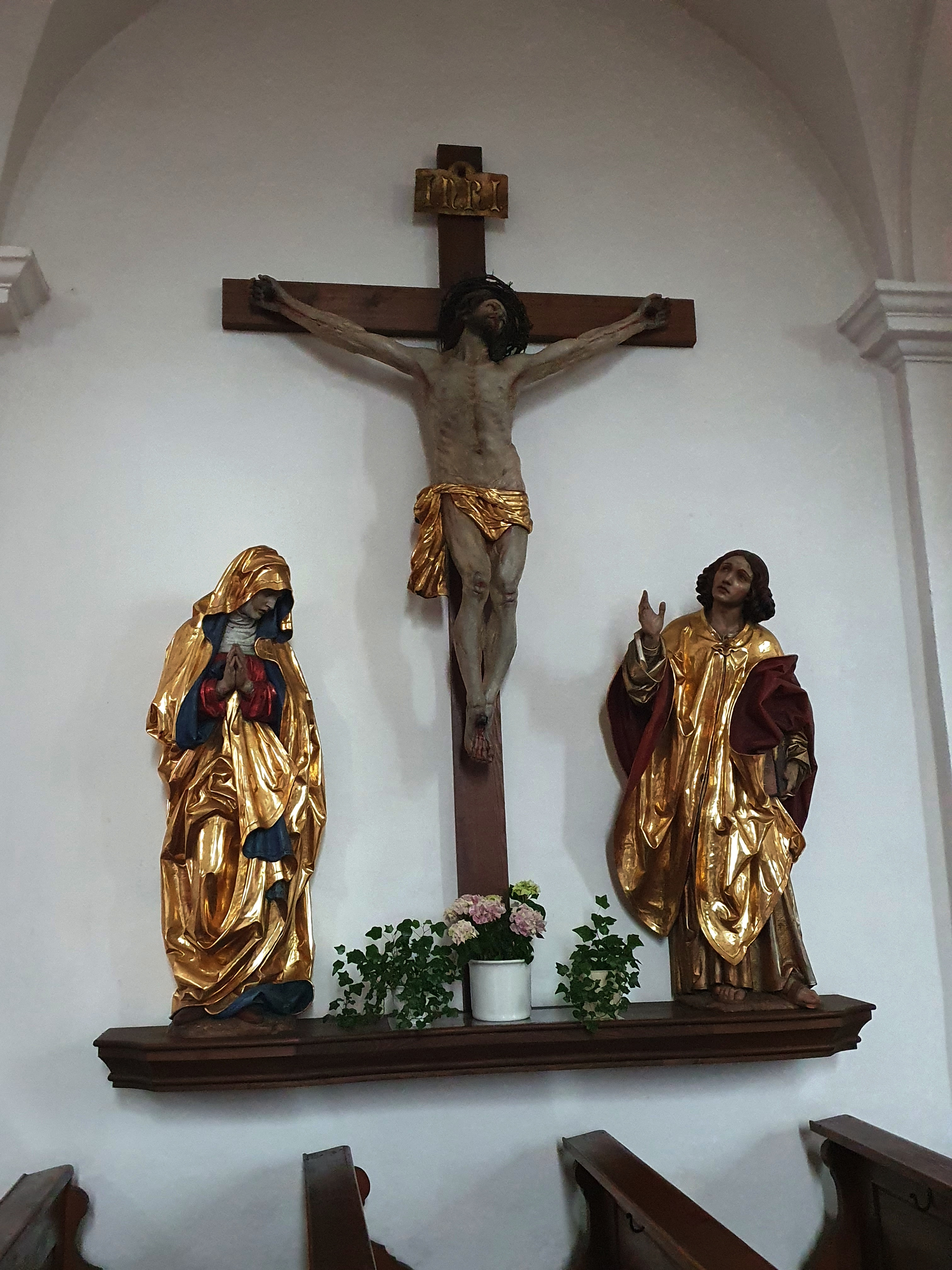
Kreuzigungsgruppe

Die römisch-katholische Pfarrkirche Oberalm steht erhöht nordöstlich von Oberalm im Bezirk Hallein im Land Salzburg. Sie ist seit 1907 Pfarrkirche der Pfarre Oberalm und gehört zum Dekanat Hallein der Erzdiözese Salzburg. Die dem Märtyrer Stephanus geweihte Kirche feiert am Stephanitag, dem 26. Dezember, das Patrozinium. Die Pfarrkirche (Listeneintrag) und der sie umgebende Friedhof (Listeneintrag) stehen unter Denkmalschutz.

## Geschichte
Eine Kirche wurde 1347 urkundlich als Filialkirche von Hallein genannt, am 1. Juni 1907 wurde sie zur Pfarrkirche erhoben, 1910 wurde sie renoviert. Das Langhaus und der Turm sind im Kern romanisch. Die gotische Wandpfeilerkirche mit einem Westturm erhielt 1723 südlich am Langhaus und Chor einen Sakristeianbau und 1729 nördlich am Langhaus ein Seitenschiff. 1963 wurde die Kirche außen restauriert, 1966 innen.

## Architektur
Kirchenäußeres
Die Kirche ist von einem Friedhof umgeben. Das ungegliederte Langhaus steht unter einem Satteldach. Das nördliche Seitenschiff hat ein Pultdach. Das südliche Rundbogenportal ist mehrfach gekehlt. Der gotische Chor mit einem Dreiachtelschluss hat einen umlaufenden Sockel und an den Ecken und den südlichen Jochen Runddienste mit Basis und einer abschließenden Hohlkehle. Der Turm hat fünf Geschoße, wurde 1713 oben erneuert, hat im vierten Geschoß Biforenfenster, im fünften Geschoß Triforenfenster und trägt eine barocke Zwiebel mit Laterne. Der Turm hat rundbogige Portale im Norden und Süden und im Osten ein spitzbogiges  gekehltes Portal. Das nördliche Portal ist vermauert.  Die Turmhalle hat ein spätgotisches Kreuzrippengewölbe mit einem runden Schlussstein. Im Süden des Langhauses wurde 1723 eine zweigeschoßige Sakristei unter einem abgewalmten Dach angebaut. Westlich im Erdgeschoß der Sakristei ist eine kreuzgratgewölbte Totenkapelle. Neben der Totenkapelle an der südlichen Langhauswand hängt ein Kruzifix vom Bildhauer Johann Georg Mohr (1695).
Kircheninneres
Das Langhaus und der Chor haben Netzrippengewölbe mit einem vierteiligen Rautenstern von 1519. Das vierjochige Langhaus hat im ersten Joch eine spätgotische netzrippenunterwölbte Empore mit einem mittigen Pfeiler. Die Holzbrüstung der Empore ist aus dem 18. Jahrhundert.

## Ausstattung
Hochaltar
Der bemerkenswerte barocke Hochaltar von 1707 hat einen Aufbau von Jakob Taigl. Er zeigt das Altarblatt Steinigung des Stephanus und das Oberbild Sieben Zufluchten von Johann Martin Schaumberger. Am Altar sind seitlich die Figuren der hll. Johannes Bap. und Laurentius angebracht, im Aufsatz die des Georg und Florian und über den Opfergangsportalen die Figuren Virgil und Dionysius, alle vom Bildhauer Johann Georg Mohr. Den Tabernakel schuf Johann Nepomuk Högler 1786.
Linker Seitenaltar
Der linke Seitenaltar stammt aus dem Jahre 1736, den Altaraufbau schuf Josef Krimpacher, das Altarblatt, gemalt von Franz Christoph Mayrhofer, zeigt das Letzte Abendmahl Jesu, als Konsolenfiguren fungieren kniende und stehende Engel, hergestellt von Johann Georg Ross. Früher stand hier die Figur der um 1920 geschaffenen Immaculata.
Altar an der Nordwand des Seitenschiffs
Der Altaraufbau wurde um die Mitte des 17. Jahrhunderts von Leopold Fux geschaffen und zeigt mittig eine Pietà, die Predella stammt aus der Zeit um 1700. Im Aufsatz Gottvater, seitlich Engelsfiguren mit den Leidenswerkzeugen Jesu.
Rechter Seitenaltar
Die Predella des Altares ist mit 1706 datiert, das Altarblatt zeigt die Kreuzigung und wurde von Lorenz Mayerhofer gemalt, die seitlichen Konsolenfiguren stellen die hll. Nikolaus (li.) und Leonhard dar, im Aufsatz mittig thront der Erzengel Michael mit der Seelenwaage, flankiert von den hll. Sebastian (li.) und Rochus.
Kreuzigungsgruppe
Die Kreuzigungsgruppe mit dem Apostel Johannes und Maria unter dem Kreuz wurde 1695 von Johann Georg Mohr geschaffen und ist an der Nordwand des linken Seitenschiffs angebracht.

## Orgel

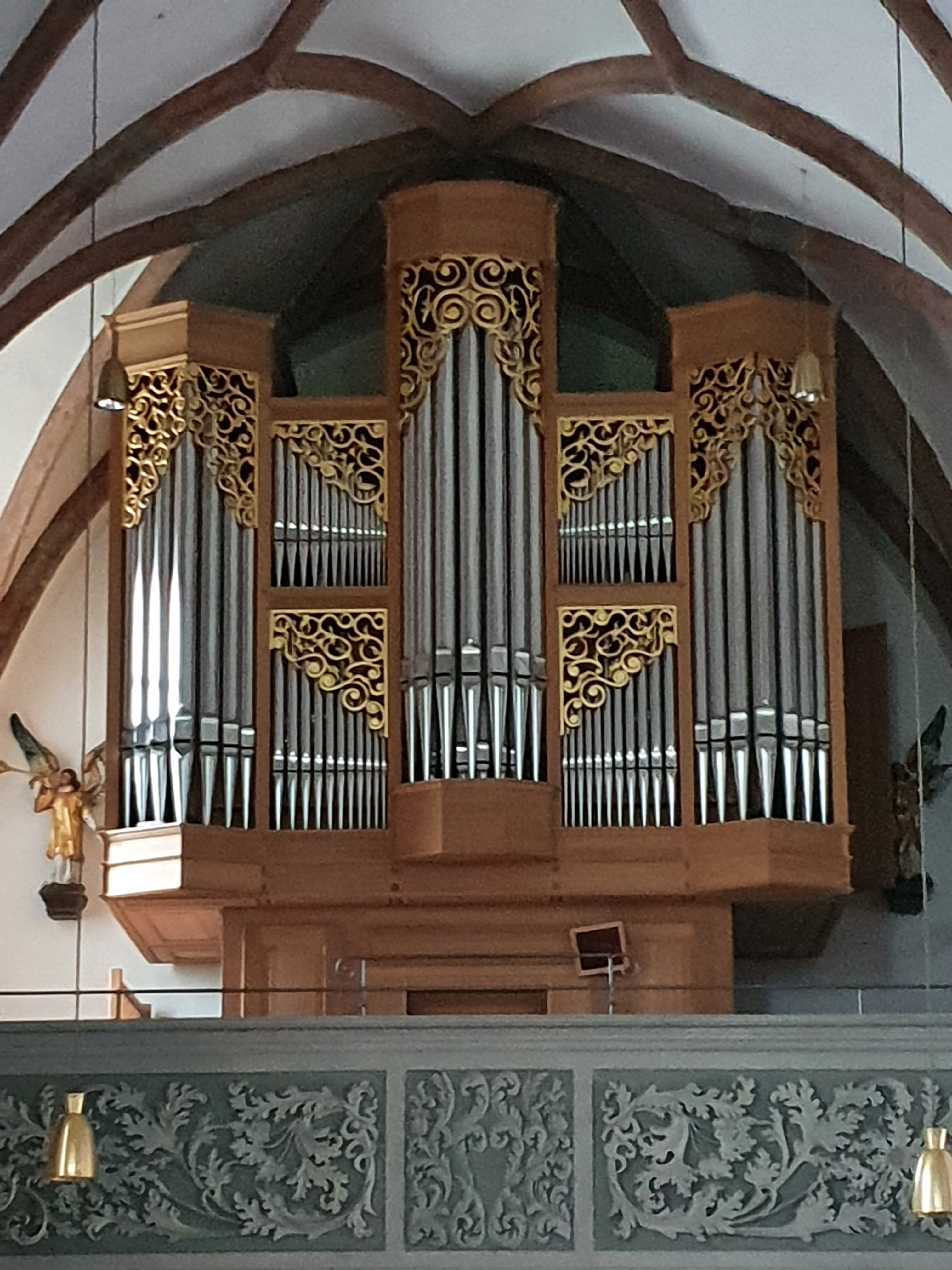
Karl Göckel-Orgel 2008

2008 erhielt die Kirche von Orgelbauer Karl Göckel eine neue Orgel. Das Instrument hat 22 Register auf zwei Manualen und Pedal. Die Spieltraktur ist mechanisch, die Registertraktur elektrisch.
| I Grand Orgue C–g3 |        |
| Montre             | 8′     |
| Bourdon            | 8′     |
| Flûte harmonique   | 8′     |
| Prestant           | 4′     |
| Doublette          | 2′     |
| Nazard             | 2 ⁄3′  |
| Tierce             | 1 3⁄5′ |
| Fourniture IV      |        |
| Clarinette         | 8′     |
| Tremblant          |        |

| II Récit C–g3        |    |
| Flûte traversière    | 8′ |
| Gambe                | 8′ |
| Voix céleste         | 8′ |
| Flûte octaviante     | 4′ |
| Octavin              | 2′ |
| Plein jeu III–IV     |    |
| Hautbois             | 8′ |
| Trompette harmonique | 8′ |
| Clairon              | 4′ |
| Tremblant            |    |

| Pédale C–f1 |     |
| Soubasse    | 16′ |
| Flûte       | 8′  |
| Bourdon     | 8′  |
| Bombarde    | 16′ |

- Koppeln:
  - Normalkoppeln: II/I, I/P, II/P
  - Suboktavkoppeln: II/I 16′, II/II 16′
  - Superoktavkoppel: II/P 4′
- Spielhilfen:
  - Schwelltritt
  - Setzer

Anmerkungen
1. ↑  Vakant, soll später eingesetzt werden.